# Hans Heinrich Lieven
Hans Heinrich Freiherr (von) Lieven (auch: Hans Henrik von Liwe, Liewen) (* 1664 in Schwedisch-Estland; † 25. März 1733 in Stockholm) war ein schwedischer Generalleutnant, der 1719 in den Grafenstand erhoben wurde.

## Herkunft
Seine Eltern war der General Berend Otto von Lieven († 1699), Freiherr von Eksjö und Herr auf Liivi in Estland und dessen Ehefrau Elisabeth Gertrude, geborene von Wrangel aus dem Hause Ellistfer.

## Leben
Im Jahr 1688 war er Leutnant im Infanterieregiment des Obersten Gustav Moritz Lewenhaupt, das in Holland stationiert war. Lieven stieg dort bis zum Capitän auf und wurde 1698  verabschiedet.
Im Jahr 1700 wurde er schwedischer Oberstleutnant in einem geworbenen Infanterieregiment in Livland. 1703 wurde er zum Oberst und 1710 zum Generalmajor befördert. Außerdem wurde er Titular-Vizegouverneur von Estland. Im Jahr 1711 kam er als Oberst zum Leib-Dragoner-Regiment.
Nach der katastrophalen Niederlage der Schweden bei Poltawa floh der schwedische König Karl XII. nach Bender in die damalige Türkei. Lieven wurde dann Ende 1713 in die Türkei gesandt, um den König zur Rückkehr zu bewegen. Danach wurde er 1714 zum Generalleutnant und Direktor der Admiralität ernannt. In nur wenigen Monaten reorganisierte er die zerschlagene Flotte in Karlskrona. Im Jahr 1717 kam er dann als Oberst zum Östraskanska Infanterie-Regiment.
Lieven wurde 1719 zum Reichsrat und Titular-Präsident des livländischen Hofgerichts ernannt, außerdem wurde er in den schwedischen Grafenstand erhoben. Er starb am 25. März 1733 in Stockholm.
Außerdem erhielt er 1714 als Pacht (Arrende) Eriksholm (später: Trolleholm) in Schonen und kaufte 1725 Runsa in Stockholms län.

## Familie
Lieven heiratete am 5. Mai 1699 in Dom von Reval Catharina Elisabeth von Uexküll († 1701) aus dem Hause Mecks (Estland). Nach ihrem Tod heiratete er am 24. August 1702 in St. Olai Magdalena Julianna Freiin von Tiesenhausen, eine Tochter des Generalmajors Hans Heinrich von Tiesenhausen (1654–1724). Das Paar hatte mehrere Kinder:
- Hans Henrik (1704–1781), Generalleutnant
- Gertrud Elisabet (1707–1765) ⚭ 1726 Malte Ramel (1684–1752)
- Henrika Juliana (1710–1779) ⚭ 1748 Freiherr Carl Hårleman (1700–1753)
- Carl Fredrik (1721–1763), Oberst
- Anna Christina (1723–1784)